# Programa Sputnik
Sputnik (Спутник, satélite en ruso) es el nombre del programa espacial ruso que lanzó 4 naves homónimas denominadas Sputnik 1, 2, 3 y 4.

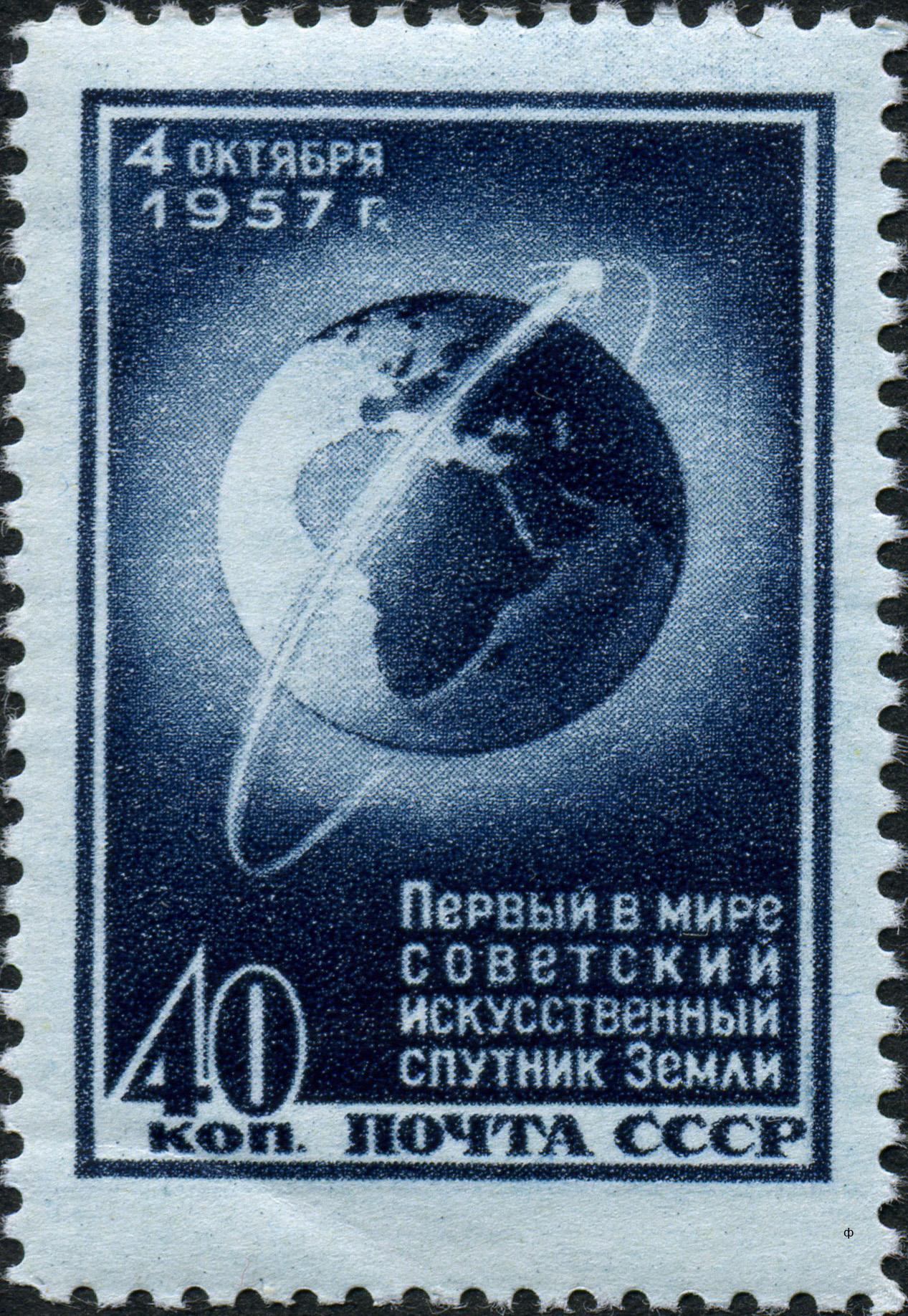
Sello soviético conmemorando el programa Spútnik.

Al Programa Spútnik lo integraron una serie de misiones espaciales ejecutadas por la Unión Soviética, a finales de los años 1950 y principios de los 60, para demostrar la viabilidad de los satélites artificiales en órbita terrestre. La palabra "spútnik" ("спутник") pertenece al ruso y significa "satélite".

## Naves Spútnik del programa ruso

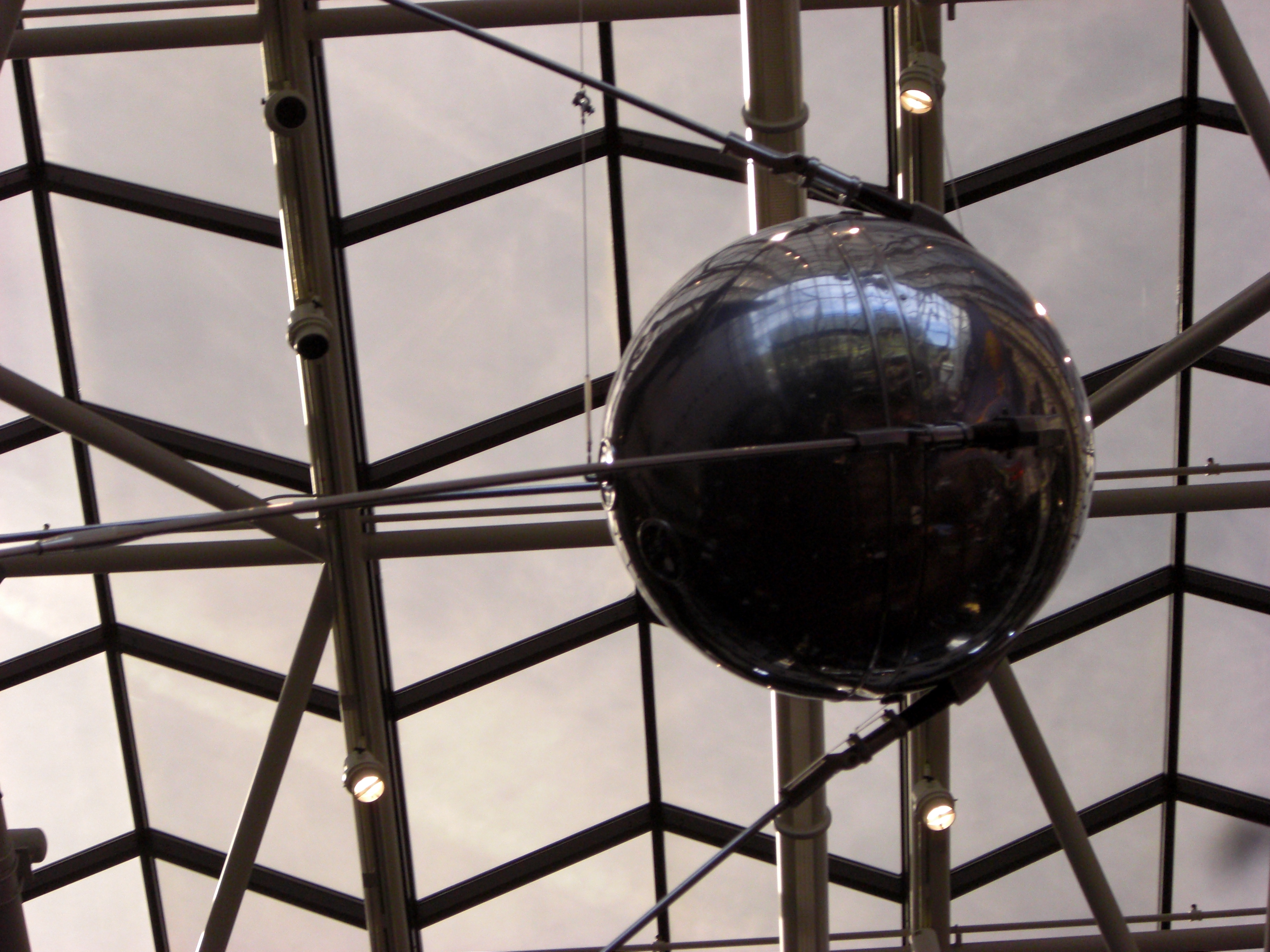
Réplica del Sputnik 1 en el Museo Nacional del Aire y el Espacio de Estados Unidos en Washington D. C., EE. UU.

- El Sputnik 1 fue lanzado el 4 de octubre de 1957 desde el Cosmódromo de Baikonur.

- El Sputnik 2 se lanzó un mes después, el 3 de noviembre de 1957, llevando a bordo al primer pasajero vivo, la pequeña perra Laika. Los planes de la misión no incluían el regreso seguro de la nave espacial o su pasajero, de modo que Laika murió debido al sobrecalentamiento del vehículo, según fue revelado en 2002.

- El primer intento de lanzar el Sputnik 3, el 3 de febrero de 1958 fue fallido, pero el segundo el 15 de mayo fue satisfactorio y transportó una gran serie de instrumentos para investigación geofísica. Su grabadora falló, haciendo imposible medir la radiación de los cinturones de Van Allen.

## Otras naves denominadas Spútnik, fuera de Rusia, en el oeste
- El Sputnik 4 (Korabl-Sputnik-1) se lanzó y puso en órbita dos años después, el 15 de mayo de 1960. Llevaba a bordo un maniquí humanoide o dummy para experimentar los futuros vuelos tripulados del programa Vostok. El maniquí fue bautizado como Ivan Ivanovich.

- El Sputnik 5 (Korabl-Sputnik-2) fue lanzado y puesto en órbita el 19 de agosto de 1960 llevando a bordo a los perros Belka y Strelka, 40 ratones, 2 ratas y una variedad de plantas. La nave regresó a la Tierra al día siguiente y todos los animales fueron recuperados sanos. Fue la primera prueba de una nave Vostok sin tripulación humana.

- El Sputnik 6 (Korabl-Sputnik-3) fue lanzado el 1 de diciembre de 1960 con los perros Pcholka (Пчёлка) y Mushka (Мушка) a bordo, además de otros animales, plantas e insectos. La cápsula no pudo ser recuperada.

- El Sputnik 7 (Tyazheliy-Sputnik 4), lanzado el 4 de febrero de 1961 en un cohete SL-6/A-2-e, fue la primera prueba soviética de mandar una sonda en dirección a Venus, prologando al futuro programa Venera. La sonda reentró en órbita terrestre.

- El Sputnik 8 (Tyazheliy-Sputnik 5) fue lanzado el 12 de febrero de 1961, transportaba como carga a la sonda Venera 1.

- El Sputnik 9 (Korabl-Sputnik-4) fue lanzado el 9 de marzo de 1961, una prueba de las naves Vostok. Llevaba a bordo al perro Chernushka (Чернушка) y a un maniquí, así como otros especímenes animales.

- El Sputnik 10 (Korabl-Sputnik-5) fue lanzado el 25 de marzo de 1961, llevó a un maniquí y un perro llamado Zviózdochka ("estrellita"), así como el sistema de televisión y aparatos científicos.

La mayoría de los Sputniks fueron puestos en órbita por el vehículo de lanzamiento R-7, diseñado originalmente para llevar misiles balísticos.
Normalmente se consideran Spútnik solo los tres primeros lanzamientos, a veces incluso el cuarto. Casi todos los posteriores Spútnik (series Korabl, Tyazheliy, etc), fueron vuelos de prueba de naves Vostok o de distintas sondas interplanetarias (programas Venera, Zond, Mars, etc) sin tripulación. La serie Cosmos sucedió a los Spútnik.

## Consecuencias

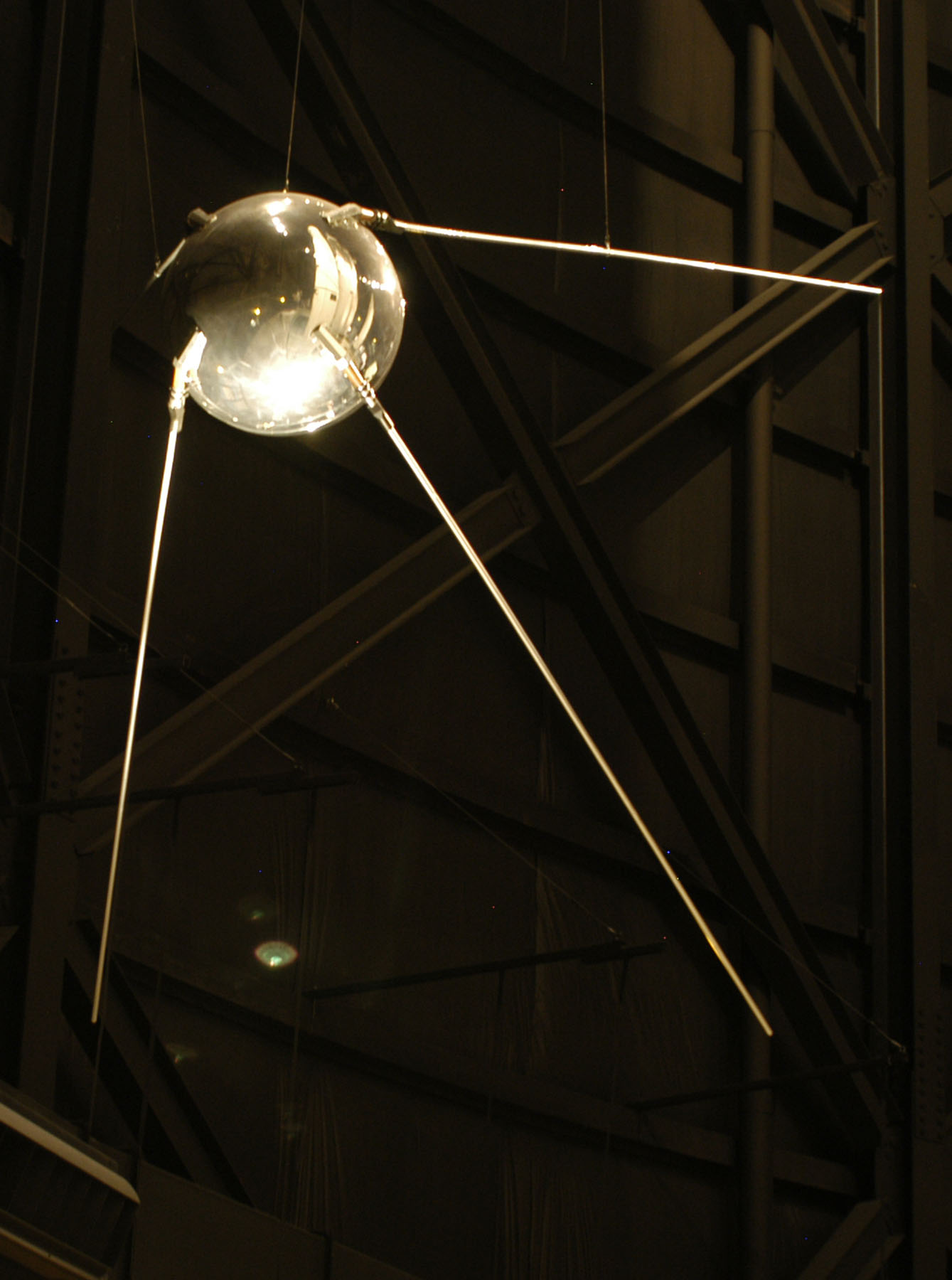
Satélite Sputnik 1.

La sorpresa del lanzamiento del Sputnik 1, seguido del fallo espectacular de los primeros lanzamientos del proyecto estadounidense Vanguard, impactó a las autoridades de ese país, que respondió inmediatamente con el lanzamiento de varios satélites, entre ellos el Explorer 1 (aunque de mucho menor carga), el proyecto SCORE, Advanced Research Projects Agency y el Courier 1B. El Programa Sputnik también aceleró la creación de la NASA (National Aeronautics and Space Administration) y motivó el incremento de la inversión por parte del gobierno estadounidense en la investigación y educación científica. Asimismo se pensó en desarrollar el Proyecto A119, aunque finalmente éste se abandonó.